# Десантные корабли-доки типа «Эшленд»
Десантные корабли-доки типа «Эшленд» — серия из 8 американских десантных кораблей-доков, выпущенных в конце второй мировой войны компанией Moore Dry Dock Company в Окленде. Первые в мире корабли этого класса.

## История
Корабли этого типа предназначались для транспортировки загруженных десантных барж к месту высадки. После высадки могли применяться в качестве плавучих доков для судоремонта.
Первоначально классифицировались как механизированные артиллерийские транспорты (APM, mechanized artillery transports), к моменту начала строительства реклассифицированы в десантные корабли-доки (LSD, dock landing ship). Корабли имели доковую камеру шириной 13,2 м и длиной 120,7 м, которая начиналась шлюзом на корме корабля, проходила под надстройкой и кончалась в 18 метрах от носовой оконечности. Доковая камера предусматривала различные варианты загрузки:
- 18 средних десантных катеров LCM;
- 3 десантных катера LCU;
- 3 танкодесантных катера LCT Mk5 или Mk6 с 5 средними танками на каждом;
- 2 танкодесантных катера LCT Mk3 или Mk4 с 12 средними танками на каждом;
- 14 средних десантных катеров LCM Mk3 с 1 средним танком на каждом
- баржа с 1500 т груза
- 45 гусеничных десантных машин LVT;
- 47 амфибийных транспортных средств DUKW;
- 27 десантных катеров LCVP;
- средний десантный корабль LSM;
- другие грузы, который проходили в док по длине и ширине, например эскортный эсминец для ремонта.

Машинные отделения размещались в средней части корпуса в крыльях по обе стороны доковой камеры. В качестве двигателей использовались поршневые паровые машины (в последующих типах десантных кораблей стали ставить паровые турбины). Имея скорость более 15 узлов, корабли этого типа попадали в категорию «скоростных транспортов» (fast transport).
Корабли этого типа проявили себя как очень удобные и гибкие транспортные и ремонтные корабли. Они снабжались механическим оборудованием для ремонта стальных и деревянных судов, включая оборудование для замены винтов и гребных валов десантных катеров.
В 1946—1947 годах корабли находились в резерве, но снова вступили в строй в 1949—1951 годах в связи с войной в Корее. В 1951—1952 годах в результате модернизации корабли получили возможность базирования до 9 вертолётов.
Gunston Hall (LSD-5) продан Аргентине в 1970 году, где получил имя Cándido de Lasala.
Whitemarsh (LSD-8) был передан в аренду Тайваню, и в 1977 году куплен им. Остальные корабли были утилизированы в 1967—1970 годах.

## Состав серии
| Название      | №     | Заложен    | Спущен     | В строю                          | Списан                           |
| ------------- | ----- | ---------- | ---------- | -------------------------------- | -------------------------------- |
| Ashland       | LSD-1 | 22.06.1942 | 21.12.1942 | 05.06.1943 27.12.1950 29.11.1961 | 03.1946 14.09.1957 22.11.1969    |
| Belle Grove   | LSD-2 | 27.10.1942 | 17.02.1943 | 09.08.1943                       | 12.11.1969                       |
| Carter Hall   | LSD-3 |            | 04.06.1943 | 18.09.1943 26.01.1951            | 12.02.1947 31.10.1969            |
| Epping Forest | LSD-4 | 23.11.1942 | 02.04.1943 | 11.10.1943 01.12.1950            | 25.03.1947 31.10.1968            |
| Gunston Hall  | LSD-5 |            | 01.05.1943 | 10.11.1943 05.03.1949            | 07.07.1947 05.1970               |
| Lindenwald    | LSD-6 | 22.02.1943 | 11.06.1943 | 09.12.1943 18.02.1949 01.07.1960 | 05.04.1947 12.12.1956 30.11.1967 |
| Oak Hill      | LSD-7 | 09.03.1943 | 25.06.1943 | 05.01.1944                       | 26.10.1969                       |
| White Marsh   | LSD-8 | 07.04.1943 | 19.07.1943 | 29.01.1944                       | 09.1956                          |